# Rollhockey Club Villach
Il Rollhockey Club Villach è un club di hockey su pista avente sede a Villach in Austria.

Il club è stato fondato nel 1992.

## Palmarès
- Campionato austriaco: 7
  - 1992, 1993, 1994, 1997, 1998, 1999, 2014